# Dicrostonyx torquatus
Dicrostonyx torquatus — вид мишоподібних ссавців з родини хом'якових.

## Морфологічна характеристика
Довжина тулуба й голови від 8.8 до 14.0 см, довжина хвоста від 1.1 до 2.1 см, вага від 63 до 155 грамів. Верх літнього хутра від сірого до сіро-коричневого забарвлення з червонуватими відтінками. Червонуваті відтінки найчастіше трапляються в західній частині ареалу. Завдяки змішаним чорним, рудим і світло-сірим волоскам, хутро виглядає строкатим. Нижній бік тіла переважно від світло-коричневого до світло-оранжевого. Помаранчево-коричневий комір є виразним не у всіх екземплярів. Зимове хутро повністю біле.

## Середовище проживання
Вид населяє арктичну й субарктичну тундру й лісотундру від Білого моря, на заході Росії, до Чукотського півострова, на північному сході Сибіру та Камчатки; включаючи Нову Землю та Новосибірські острови, Північний Льодовитий океан, але за винятком острова Врангеля.

## Спосіб життя
Живе колоніями з простими норами вздовж шляхів харчування; є гніздові та насіннєві камери, що використовуються колективно. Діяльність багатофазна; активність може проявляти в будь-який час доби. Харчується пагонами і листям верб і берез, рослинністю і ягодами морошки, чорниці великої та інших видів. Буває 2–3 виводки на рік по 5–6 дитинчат. Мігрує.

## Загрози й охорона
Наразі серйозних загроз немає, але зміна клімату може загрожувати цьому виду в майбутньому. Вид проживає на кількох заповідних територіях.